# Greg Johnson
Gregory Robert Johnson (n. 1 de enero de 1971), más conocido como Greg Johnson, es un supremacista blanco estadounidense y defensor de un etnoestado blanco. Se opone a la inmigración y se identifica como transfóbico. Es conocido por su papel como editor jefe del sello editorial nacionalista blanco Counter-Currents, que fundó en 2010 con Michael Polignano.
Como resultado de la popularidad de Counter-Currents, Johnson se ha convertido en un nacionalista blanco de alto perfil internacional, y es invitado regularmente a dar charlas en Europa. A través del sello, ha publicado más de 40 libros, varios de ellos escritos por él mismo, ya sea con su nombre real o con el seudónimo de Trevor Lynch. Vive en Seattle, Washington.
Como escritor, Johnson ha escrito para la publicación online antisemita de extrema derecha Occidental Observer. El 2 de noviembre de 2019, Johnson fue detenido en Noruega antes de una conferencia internacional de extrema derecha en Oslo. Fue deportado formalmente el 4 de noviembre de 2019.

## Biografía

### Primeros años y educación
Johnson ha sido reservado sobre su vida personal, y se han publicado pocas fotos suyas. Nació en 1971, hijo de un sindicalista demócrata. Atraído inicialmente por el libertarismo en sus años de instituto, especialmente por la obra de Leo Strauss y la filosofía objetivista de Ayn Rand, empezó a interesarse por el paleoconservadurismo, y luego por el nacionalismo blanco. A los veinte años, Johnson se describió a sí mismo como "algo pro-sionista", pero empezó a percibir un "claro sesgo judío" en el neoconservadurismo, del que dice que se ha vuelto "más afín al sesgo judío de las cosas". Tras descubrir la controversia en torno a la relación entre Martin Heidegger y el nazismo, la visión antisemita del mundo de Johnson comenzó a cristalizar. Discutió sobre este tema con sus compañeros judíos de posgrado, pero no logró convencerlos. En su relato del suceso, Johnson evoca una analogía con la afirmación de Adolf Hitler en Mein Kampf de que había pasado horas tratando de convencer a los socialistas judíos en Viena sin ningún resultado. "Fue entonces cuando supe", escribe Johnson, que "este tipo [Hitler] decía la verdad. Eso fue muy poderoso". Johnson se doctoró en filosofía por la Universidad Católica de América, y posteriormente enseñó filosofía en el Morehouse College desde febrero de 1994 hasta diciembre de 1997.
Mientras vivía en Atlanta (Georgia) (a finales de 1999 o principios de 2000), Johnson conoció a Joshua Buckley, antiguo skinhead y editor de Tyr, una revista radical tradicionalista. En septiembre de 2000, Johnson asistió a una conferencia del negacionista del Holocausto británico David Irving. A finales de 2000, empezó a pensar en fundar su propia revista nacionalista blanca, pero abandonó la idea tras la creación de The Occidental Quarterly en 2001. Al año siguiente, se incorporó al cuerpo docente de la Pacific School of Religion como profesor asistente visitante de Filosofía y Estudios Swedenborgianos. En 2007 Johnson se convirtió en el editor de The Occidental Quarterly, estableciendo su versión online en colaboración con Michael J. Polignano.

#### Creación de Counter-Currents
En abril de 2010, Johnson dejó la dirección de The Occidental Quarterly y cofundó Counter-Currents junto con Polignano, una organización destinada a facilitar al público norteamericano el acceso a las ideas de la Nueva Derecha europea, con la publicación de autores de la Nouvelle Droite como Alain de Benoist y Guillaume Faye.
En 2014, el instituto de supremacía blanca National Policy Institute (NPI) celebró una conferencia en Budapest (Hungría), a la que el gobierno húngaro respondió amenazando con detener y deportar a cualquiera que asistiera a la conferencia. Johnson, que había planeado asistir, canceló estos planes y pidió el reembolso de sus gastos de inscripción. Sin dejarse intimidar por las amenazas del gobierno húngaro, el fundador del NPI, Richard B. Spencer, celebró la conferencia de todos modos, tras lo cual fue detenido y se le prohibió la entrada a Hungría durante varios años. Johnson escribió posteriormente sobre Spencer que la "gota que colmó el vaso" para él "...fue el desastroso manejo de la conferencia de Budapest por parte de Richard. Cuando un gobierno extranjero te dice que tu conferencia está prohibida y que la policía tomará las medidas necesarias para que no se celebre, no das muestras de desafío". También atacó a la esposa de Spencer, Nina Kouprianova, argumentando que ella controlaba las acciones de su marido y que no era nacionalista blancat.

#### Investigaciones encubiertas
En junio de 2017, Patrik Hermansson de Hope not Hate, fue encubierto para entrevistar a múltiples figuras de la alt-right, incluyendo a Johnson, en la convención nacionalista blanca del área de Estrecho de Puget, el Northwest Forum, convención que Johnson organizó. Al hablar con Hermansson en la convención, Johnson declaró que Counter-Currents estaba experimentando un aumento significativo de tráfico, y expresó su apoyo al concepto de etnoestados, argumentando que los judíos deberían ser expulsados a Israel. También ese año, David Lewis, del medio The Stranger, fue de incógnito a otra reunión del Northwest Forum, donde se enteró del plan de "agente secreto" de Johnson. Este plan, según Lewis, exige que Johnson y sus compañeros nacionalistas blancos finjan que apoyan la diversidad para "poder ascender a puestos de poder en los que puedan contratar a otros racistas y evitar que los no blancos entren en la empresa".
Tras el asesinato de un manifestante antifascista durante la manifestación de Charlottesville Unite the Right en agosto de 2017, Counter-Currents fue banneado de PayPal, lo que puso en peligro las actividades de recaudación de fondos de la organización.

## Opiniones

#### Separatismo blanco
Johnson es partidario de la creación de etnoestados blancos específicos en los que solo vivirían los blancos. En una introducción a su libro New Right vs. Old Right (2014), Johnson define el etnonacionalismo como "la idea de que cada grupo étnico distinto debería disfrutar de soberanía política y de una patria o patrias étnicamente homogéneas." Según Johnson, a esto se opone el multiculturalismo. Ha escrito que "los negros no encuentran cómoda la civilización blanca". Johnson ha afirmado que el nacionalismo blanco no es lo mismo que la supremacía blanca porque "...no es nuestra preferencia [de los nacionalistas blancos] gobernar sobre otros grupos. Aunque si nos vemos obligados a vivir bajo sistemas multiculturales, vamos a tomar nuestro propio partido y a tratar de asegurarnos de que nuestros valores reinen de forma suprema."

#### Genocidio blanco
Apoyando la teoría de la conspiración del genocidio blanco, Johnson ha escrito que "La comunidad judía organizada es el principal enemigo -no el único, pero sí el principal- de todo intento de detener y revertir la extinción blanca. No se puede derrotar a un enemigo que no se nombra. Por lo tanto, el nacionalismo blanco es ineludiblemente antisemita".
Los derechos reproductivos y el acceso al control de la natalidad también son objeto de la oposición de Johnson, que escribió "Deshacerse de todo control de la natalidad voluntario. ... El control voluntario de la natalidad significa que la gente previsora y responsable restringe su fertilidad, y la gente impulsiva y estúpida no lo hace. Así que no se puede dejar el control de la natalidad en manos del individuo". Hizo sugerencias sobre cómo animar a las mujeres a tener hijos a una edad más temprana, para garantizar la viabilidad de la raza blanca.
Johnson también se califica a sí mismo de "transfóbico", escribiendo que "el transexualismo es un fenómeno espantoso y demencial en la América actual, o en el mundo blanco actual."

#### Influencias
Johnson se ha visto influenciado por la defensora esotérica del nazismo Savitri Devi tras conocer la obra de Devi Impeachment of Man (1959) y la biografía de Nicholas Goodrick-Clarke Hitler's Priestess a principios de la década de 2000. Bajo el seudónimo de R. G. Fowler, creó el "Archivo Savitri Devi" para hacer más accesible su obra, y Counter-Currents  ha vuelto a publicar una edición centenaria de sus poemas devocionales a Adolf Hitler junto con una nueva edición de La iluminación y el sol (1958), que deifica al Führer como un avatar del dios hindú Vishnu.
El nacionalista blanco estadounidense William Luther Pierce también ha inspirado a Johnson, en particular su panfleto antisemita ¿Quién gobierna América? (aunque Johnson ha rechazado The Turner Diaries por considerarlo un impedimento para la formación de una política seria), así como Jonathan Bowden, antiguo responsable cultural del British National Party y colaborador habitual de Counter-Currents.